# Melanophidium bilineatum
Melanophidium bilineatum là một loài rắn trong họ Uropeltidae. Loài này được Beddome mô tả khoa học đầu tiên năm 1870.

## Hình ảnh

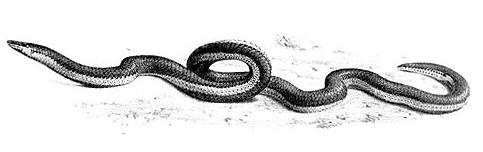